# Pontecosi
Pontecosi ist ein Ortsteil (Fraktion, italienisch frazione) von Pieve Fosciana in der Provinz Lucca, Region Toskana in Italien.

## Geografie
Der Ort liegt ca. 2 km westlich des Hauptortes Pieve Fosciana, ca. 33 km nördlich der Provinzhauptstadt Lucca und ca. 80 km nordwestlich der Regionshauptstadt Florenz im oberen Tal des Serchio in der Landschaft der Garfagnana. Der Ort liegt bei 321 m und hatte 2001 ca. 260 Einwohner. Heute sind es 230 Einwohner. Wenige Meter südöstlich des Ortes fließt der Torrente Corfino (von Norden kommend nach Süden, 12 km Gesamtlänge) in den Stausee Lago di Pontecosi, der Teil des Serchio ist.

## Geschichte
Erstmals erwähnt wurde der Ort am 29. April 954 in einem Dokument von Cunerado, Bischof von Lucca. Herren des Ortes waren die Gherardinghi, die den Ort bis ins 13. Jahrhundert halten konnten. 1228 unterstand der Ort als Comune de Pontecolsi unter dem Einfluss von Papst Gregor IX. Am Ende des 13. Jahrhunderts fiel der Ort unter die Herrschaft von Lucca und wurde im 15. Jahrhundert Teil des Vicaria estense di Castelnuovo Garfagnana der Este. Die 1410 von Paolo Guinigi dokumentierte Burg Rocca di Pontecosi ist heute nicht mehr vorhanden.

## Sehenswürdigkeiten

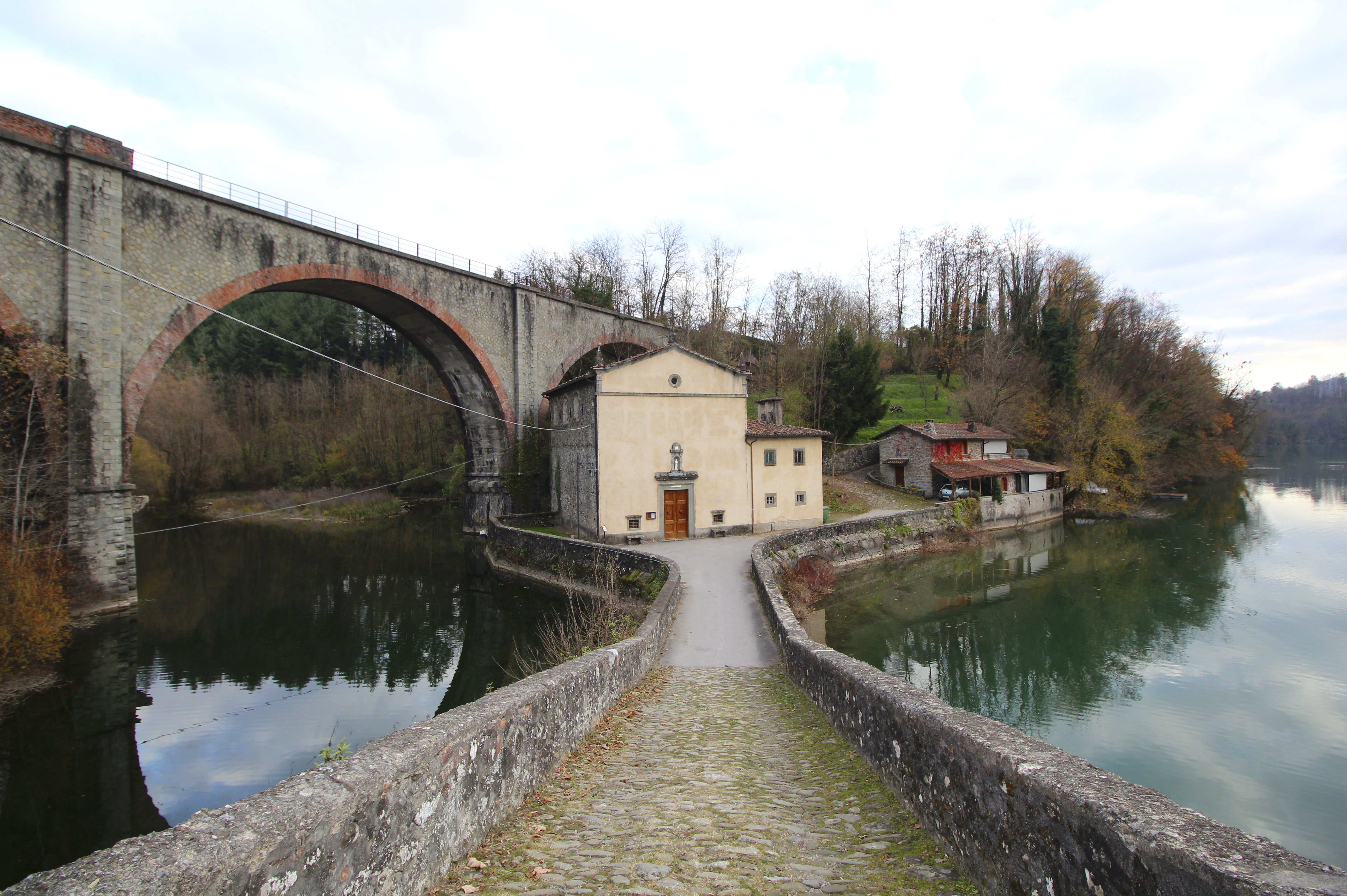
Die Kirche Madonna delle Grazie mit der Brücke Ponte della Madonna und der Eisenbahnbrücke über den Corfino

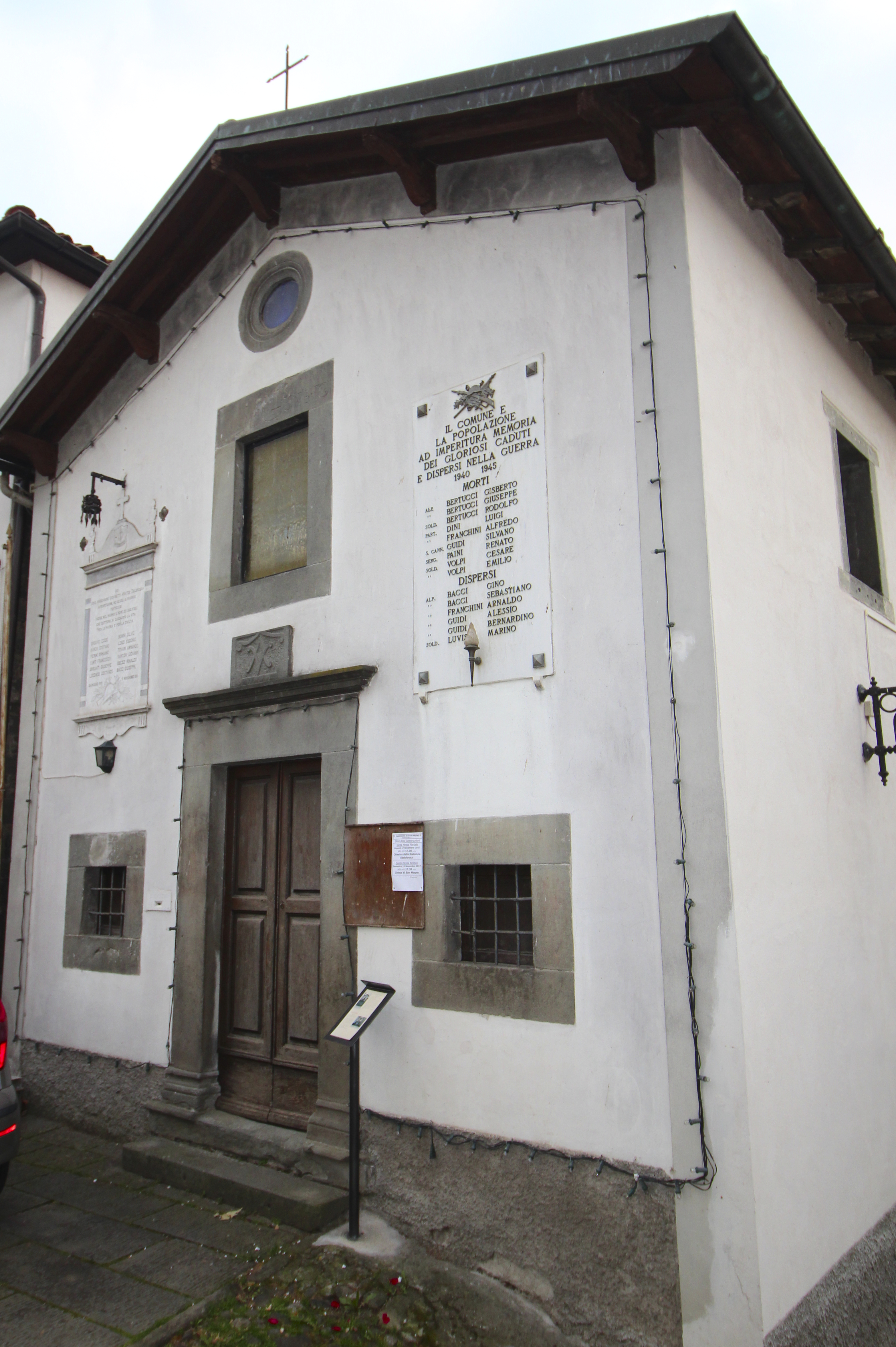
Kirche Madonna Addolorata

- Chiesa di San Magno, erstmals 954 als Santa Felicita erwähnte Kirche im Ortskern, die 1168 und 1285 ebenfalls unter dem Namen Santa Felicita dokumentiert wurde.[6]
- Chiesa della Madonna Addolorata, Kirche im Ortskern, die im 17. Jahrhundert entstand. Hat auf der Fassade die Gedenktafeln für die Gefallenen der beiden Weltkriege.[7]
- Chiesa della Madonna delle Grazie (auch Madonna del Ponte genannt[5]). Wurde 1684 dokumentiert und war zu dem Zeitpunkt wesentlich kleiner. Die Erneuerung und Erweiterung fand in der Mitte des 19. Jahrhunderts statt.[8]
- Ponte della Madonna, mittelalterliche Steinbrücke an der Mündung des Corfino.
- Lago di Pontecosi, künstlicher Stausee, der 1925 entstand. Die Staumauer hat eine Höhe von 33 m.[9]

## Verkehr
- Der Ort hatte bis 2002 eine Haltestelle an der Bahnstrecke Aulla Lunigiana–Lucca.